# Zbyšek Pantůček (1938)
Zbyšek Pantůček (16. února 1938 Řícmanice – 5. listopadu 1992 Brno) byl český kabaretní zpěvák. Od roku 1953 sice na brněnské Vyšší pedagogické škole Jaroslava Kvapila studoval hru na housle, avšak po třech letech studií započal s kariérou profesionálního zpěváka. Vystupoval tehdy v brněnských kavárnách a estrádních programech. Následně spolupracoval s jazzovým orchestrem Jožky Karena a spolupracoval také s Československým rozhlasem. V letech 1961 až 1963 působil nejen jako zpěvák, nýbrž také jako herec v Armádním uměleckém souboru Víta Nejedlého. Od roku 1972 pravidelně vystupoval se svým bratrem Liborem s Orchestrem Gustava Broma či s orchestrem brněnského studia Československého rozhlasu.